# M14/41
De M14/41 is een Italiaanse lichte tank uit de Tweede Wereldoorlog. Het was de opvolger van de M13/40 en werd door het Italiaanse leger gebruikt vanaf 1941. De officiële typeaanduiding was Carro Armato M 14/41, waarbij de M staat voor (it)  Medio (middelzwaar), gevolgd door het gewicht in tonnen en het jaar van introductie (1941). Het type werd door de Italianen officieel aangeduid als een middelzware tank maar was qua gewicht en bepantsering in feite een lichte tank.

## Beschrijving
De M14/41 was de opvolger van de M13/40. De romp was van een beter ontwerp en het pantser dikker gemaakt tot een maximum van 42 mm. Het kreeg ook een sterkere Fiat dieselmotor met een vermogen van 145 pk. De bewapening was nagenoeg gelijk aan die van de voorganger, een 47mm-kanon en twee Breda Model 38 machinegeweren met een kaliber van 8mm. Er was ruimte om 87 47mm-granaten en ruim 2.600 machinegeweerpatronen mee te nemen. De tank was in productie in 1941 en 1942 en er zijn circa 800 exemplaren van gemaakt. Eenmaal door het leger in gebruik genomen, bleek de tank niet opgewassen tegen geallieerde antitankwapens.

## In gebruik

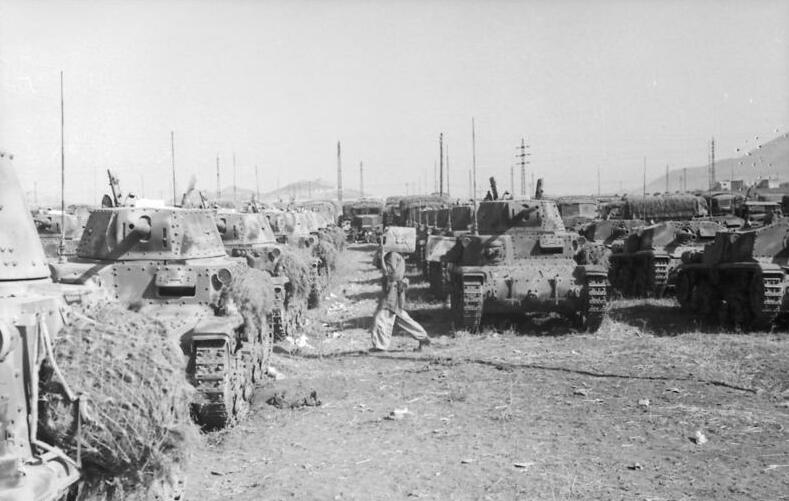
M14/41 in depot, september 1943

De tank werd voor het eerst in Noord-Afrika tegen het Britse leger ingezet. Hier kwamen de gebreken snel aan het licht; het was mechanisch ontbetrouwbaar en vloog snel in brand na een treffer. Na het terugtrekken van het Italiaanse leger uit Noord-Afrika werd de tank niet meer ingezet. Britse troepen namen de Italiaanse tanks die in hun handen waren gevallen nog wel in gebruik, bij gebrek aan beter. Eenmaal voorzien van eigen tanks verdwenen de Italiaanse tanks snel van het strijdtoneel.

Vanaf 1943 werd de M14/41 door Duitsland gebruikt onder de aanduiding Pz.Kpfw 736(i).

## Andere versies
Het chassis van de tank werd ook gebruikt voor het gemechaniseerd geschut met de typeaanduiding Semovente 90/53.